# Jost Kursell
Jost Kursell, död 23 april 1606, var en svensk ämbetsman.

## Biografi

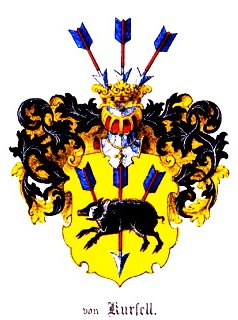
Familjen von Kursells släktvapen.

Kursell föddes i Livland som son till ståthållaren över stiftet Dorpt Georg Kursell till Sommerpahl och Elisabeth Yxkull av Felix. Han insattes 1574 som ståthållare över Örebro slott och län. Efter Johan III:s död fick Kursell hertig Karls befallning att angripa Axel Stensson (Leijonhufvud), som uppviglat västgötaallmogen till förmån för Sigismund. Vid Kursells ankomst flydde Leijonhufuvd till Polen, och Kursell instämde västgötaallmogen och avkrävde dem lojalitet mot hertig Karl. Allmogen var så förbittrade på Leijonhuvud att Kursell hade svårt att hindra dem från att förstöra hans slott Gräfsnäs. Under sin tid som ståthållare över Närke gav han flera rika donationer till Sankt Nikolai kyrka, Örebro.
Kursell var sedan 1597 gift med Ebba Esbjörnsdotter Lilliehöök.
Kursell var bror med Klas Kursell.